# 軽戦車

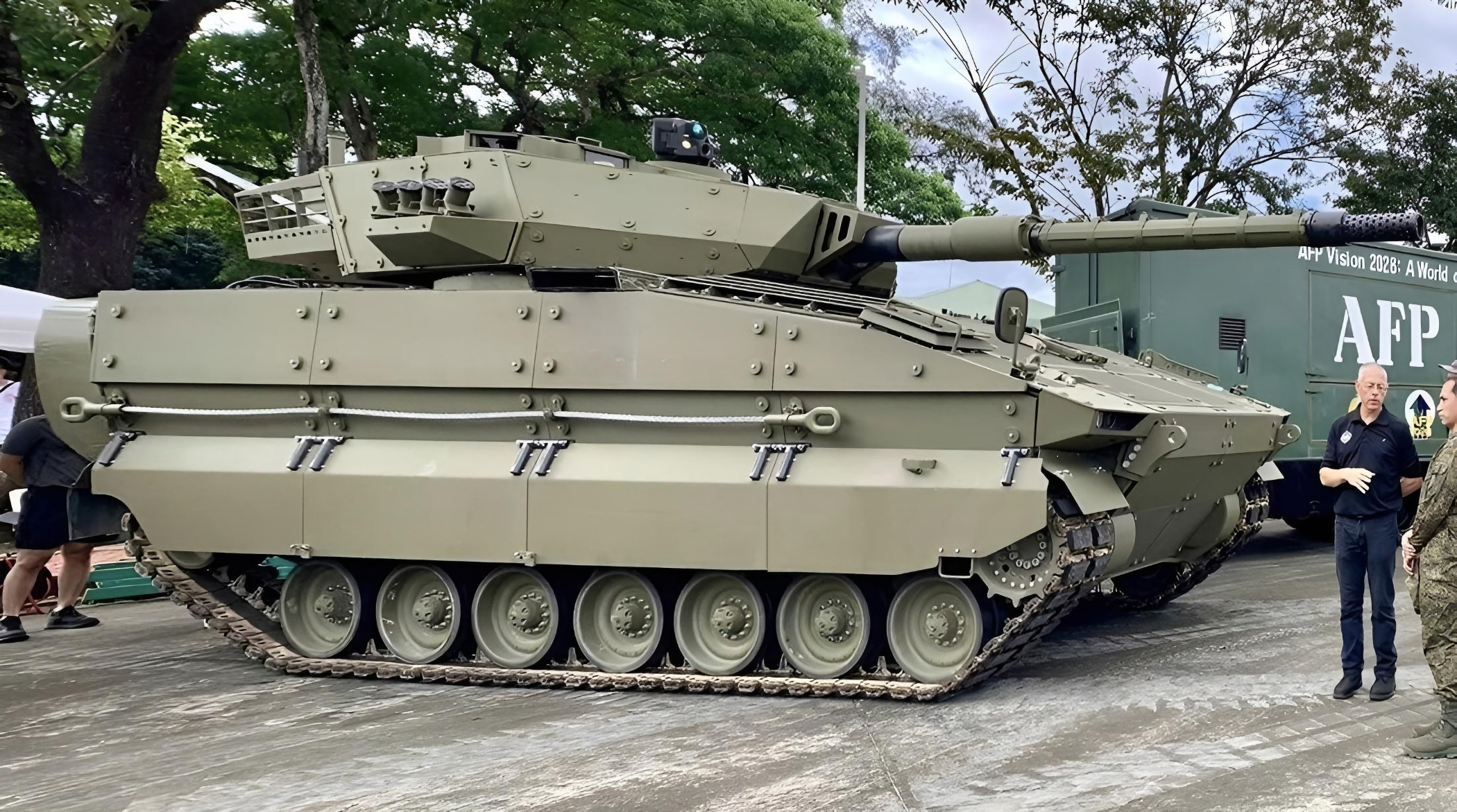
サブラ軽戦車。西側第2世代主力戦車同様に105mm砲を装備している。

軽戦車（けいせんしゃ）は、戦車の種別の一つで、小型軽量のもの。

## 軽戦車の歴史
軽戦車の嚆矢となるのは、第一次世界大戦中の1917年に開発された、フランスのルノー FT-17 軽戦車である。また、戦間期の1928年に開発された、イギリスのヴィッカース 6トン戦車も、重要である。これらの軽戦車は、世界各国で採用され、第一次世界大戦後半と、戦間期から第二次世界大戦初期までは、比較的広範囲に使用された。軽戦車は、豆戦車と並んで、安価であることから、戦間期の軍縮ムードの中で重用され、植民地警備用にも多用された。特に戦間期のドイツでは戦車開発が抑制される中、戦車開発能力を身に付ける習作用や、運用技術を磨く訓練用として生産された。しかし第二次大戦で戦車が飛躍的な進化を遂げると、火力が低く装甲も脆弱な軽戦車は次第に活動の場を狭めていった。
それでも第二次大戦末期にはアメリカのM24のように以前の中戦車並みの火力を持つものが現れ、戦後もM41やAMX-13やSK105や62式などの強力な火力を誇る軽戦車が開発され使用された。また、M551やスティングレイ、M8 AGSの様に緊急展開部隊用に空輸可能な軽戦車も開発されている。
第二次大戦後は再度起こった戦後の軍縮ムードの中で主力戦車（MBT）の代替として、また山岳地帯やジャングルなど主力戦車に向かない地に軽戦車が配備されることになるが、朝鮮戦争やベトナム戦争、中越戦争で能力不足を露呈した。MBTに対抗できないのはもちろん、歩兵の携帯火器にも脆弱で攻勢な任務に投入するには生存性が低すぎたり、火力不足から歩兵支援任務も向かなかった。そのため、歩兵戦闘車や機動性を向上させたMBTなどに代替されていき、軽戦車は退役もしくは偵察など補助的な任務にのみ使用されるようになった。

## 今日の軽戦車
戦後に開発配備された軽戦車は陳腐化と共に後継車が開発されることなく、歩兵戦闘車などの装甲車に代替された。ただし現在でも一部の国では、主力戦車より取得コストが低い、装輪装甲車より悪路での運用性が良いなどの理由により運用が続いている。冷戦末期頃から戦闘車両のファミリー化が広まったことを受けて、新規開発よりも装軌装甲車の派生型として砲塔を換装したものが多く、同様に砲塔を換装した装輪装甲車もあり、こちらは装輪戦闘車、装輪戦車ともよばれる。
また、水陸両用戦車も一種の軽戦車であり、水陸両用戦車から発展した軽戦車も多い。ただ、やはり能力不足と戦車揚陸艦の発展により、先進国の軍には配備されなくなってきている。
空挺戦車も同様に廃れているが、PKOなど海外派遣任務を重視するドイツが、豆戦車的なヴィーゼルを開発した。空挺戦車でもここまで小型のものは中型または大型ヘリコプターでの空輸が可能で、装甲偵察車としてイギリスのスコーピオンやフランスのAML装甲車、ERC 90装甲車などがある。
アメリカはM551シェリダンの後継としてM8 AGSを試作したものの開発中止に終わり、さらにフューチャー・コンバット・システムの一環としてM1エイブラムスの後継としてMCSを開発するもこれも計画中止に終わり、代替としてストライカー装甲車の派生型としてM1128 ストライカーMGSが造られた（これは開発中止されたLOSAT対戦車ミサイルの代替でもある。M1エイブラムスは後継開発を止めて引き続き発展型を計画することになった）。
一方中国では2011年に退役した62式軽戦車の後継として、新たに15式軽戦車を開発しこれを制式採用した。本車両は山岳地帯や田園地帯と言った主力戦車が運用しにくい地形で運用され、歩兵部隊への火力支援に用いることを想定している。
また中国の後を追う形で、上記の装輪戦車ないしは、歩兵戦闘車などの車台を用いた装軌軽戦車も、アメリカがMPF計画において再び2022年にM10ブッカー戦闘車を採用、500両規模の調達を予定している等、復権の兆しが現れている。背景には、21世紀現在の非対称戦環境下においては、途上国でも普通になった鉄筋コンクリート建物を即興のトーチカにしてくる武装勢力に対し、空爆や長距離重砲は都市への破壊規模が大きすぎ、歩兵戦闘車以下の機関砲や対戦車ミサイルではいまひとつ有効に対処できず、精密・即効的で必要十分な破壊力、コストパフォーマンスに優れた戦車砲の戦術上の要求は増大している。ところが、特に旧西側代表のM1エイブラムスやレオパルド2の後継MBT開発が予算的事情から停滞し、逐次近代化改修によって補ってきたものの60～70トン級にまで「重戦車化」したことで輸送や交通インフラに制約され進出がままならないという需給のギャップが生じており、MBTよりも軽量・低コストで戦車砲を備えた車両が望まれていることがある。
特に、近年軍需の伸びが大きい一方、道路等の輸送インフラ整備がまだ不十分で地勢的にも重車両の踏破困難箇所が多い東南アジア地域では軽戦車の需要が大きいと見込まれ、インドネシア・トルコ共同開発のMMWTや、フィリピンでも60年ぶりに戦車隊を復活させサブラ軽戦車の採用を決定し、インドも15式軽戦車への対抗を念頭に350両の調達を計画している。

## 軽戦車に分類される戦車
1935年までの日本においては重戦車よりも軽い戦車という意味合いが強く、同時に重戦車（多砲塔戦車）の簡易型という認識だったともされるが、のちに戦車部隊で用いる軽量・軽快な装軌式装甲車を指すようになった。

### 第二次世界大戦時
- M1917軽戦車
- T1軽戦車
- M1戦闘車
- M2軽戦車
- M3軽戦車
- M5軽戦車
- M22軽戦車
- M24軽戦車

- ヴィッカース 6トン戦車
- Mk.VI軽戦車
- Mk.VIIテトラーク軽戦車
- Mk.VIII ハリー・ホプキンス軽戦車

- FIAT3000
- L6/40

- Strv m/21
- Strv m/41
- Strv m/42

- KS戦車
- T-18
- T-26
- T-50
- T-60
- T-70
- T-80

- LK I
- LK II
- I号戦車
- II号戦車

- ルノー FT-17 軽戦車
- オチキス H35
- ルノー R35
- FCM36
- ルノー R40

- LT-35
- LT-38

- トルディ

- 7TP

- 九五式軽戦車
- 九八式軽戦車
- 二式軽戦車
- 三式軽戦車
- 四式軽戦車
- 五式軽戦車

### 第二次世界大戦後
- M41
- M551シェリダン
- スティングレイ
- M8 AGS

- FV101スコーピオン

- SK105キュラシェーア軽戦車

- Ikv 91水陸両用戦車駆逐車
- Strf 90105戦車駆逐車
- Strf 90120戦車

- PT-76水陸両用軽戦車

- 60式水陸両用軽戦車
- 62式軽戦車
- 15式軽戦車
- 63式水陸両用軽戦車
- 05式水陸両用戦車

- M41DK-1軽戦車

- ヴィーゼル

- AMX-13

- PL-01